# Hypodessus
Hypodessus is een geslacht van kevers uit de familie  waterroofkevers (Dytiscidae).
Het geslacht is voor het eerst wetenschappelijk beschreven in 1939 door Guignot.

## Soorten
Het geslacht omvat de volgende soorten:
- Hypodessus cruciatus (Régimbart, 1903)
- Hypodessus crucifer Guignot, 1939
- Hypodessus curvilineatus (Zimmermann, 1921)
- Hypodessus dasythrix Guignot, 1954
- Hypodessus frustrator Spangler, 1966
- Hypodessus titschacki (Gschwendtner, 1954)